# Vladas Jakubėnas
Vladas Jakubėnas (ur. 29 listopada 1903 w Birżach, zm. 13 grudnia 1976 w Chicago) – litewski kompozytor, pedagog i krytyk muzyczny, jeden z uczniów Franza Schrekera.

## Życiorys
Urodził się na Żmudzi jako syn pastora Povilasa Jakubėnasa i Haliny Lipińskiej. Już we wczesnej młodości pobierał lekcje muzyki u rodziny Meškauskasów, u której uczył się również jego ojciec.
W czasie I wojny światowej przebywał wraz z rodziną w Moskwie i na Krymie. Po 1918 roku kontynuował naukę w gimnazjum kowieńskim Aušra oraz pobierał lekcje muzyki u E. Čiurlienė (żony Mikalojusa). Z powodów zdrowotnych maturę zdał w Birżach.
Nie chcąc dalej studiować w zbyt konserwatywnym dla niego środowisku kowieńskim ubiegał się o stypendium zagraniczne, jednak jego wniosek został odrzucony przez ministra Bistrasa. Naukę muzyki kontynuował Jakubėnas w Konserwatorium Ryskim, m.in. u prof. J. Vītolsa, który mimo konserwatywnego nastawienia tolerował modernistyczne ciągoty swojego ucznia.
Z okresu ryskiego pochodzi znaczna część kompozycji Jakubėnasa, już w młodości został doceniony przez łotewską prasę.
Po krótkim pobycie na Litwie i kilku solowych koncertach wyjechał na stypendium do Berlina, gdzie pobierał nauki u Franza Schrekera. W Niemczech napisał swoją pierwszą symfonię, której premiera odbyła się pod batutą Schrekera w wykonaniu orkiestry berlińskiego radia.
Po powrocie do Kowna otrzymał katedrę fortepianu i teorii muzyki w tamtejszych konserwatorium, udzielał się również jako krytyk w czasopismach ("Vairas", "Muzikos barai", "Akademikas").
W obliczu zbliżającej się armii radzieckiej postanowił w 1944 roku wyjechać z kraju. Poprzez Niemcy udał się do USA, gdzie zamieszkał w Chicago. Wiele komponował w obozach dla litewskich dipisów w Niemczech, po osiedleniu się w USA prawie zaprzestał twórczości aktywności.
Po 1950 roku nauczał teorii w National University of Music i w Boguslawski Music College, pracował również jako nauczyciel prywatny.
Po odzyskaniu przez Litwę niepodległości w 1991 roku jego szczątki zostały sprowadzone do kraju.
Obok Mikalojusa Čiurlionisa uchodzi za jednego z ważniejszych kompozytorów XX-wiecznej Litwy.